# Confesiones (álbum)
Confesiones es el noveno álbum de estudio realizado por el grupo musical Pandora bajo la producción de la casa disquera EMI Music México. Fue lanzado el viernes 8 de septiembre de 1995 en formato casete y CD, en la Ciudad de México.
En este álbum retoman el concepto de la balada romántica, incluyendo temas inéditos y canciones versionadas, además de la obra musical Ave María.

## Antecedentes y promoción
Durante la promoción de este álbum se comienza a notar la falta de apoyo de la disquera al grupo, por todos los problemas internos de EMI Music debido a la alta piratería que sufría el país. Se promocionan distintas canciones del álbum en programas de televisión y en radio, además de un corte dance remix de los temas «No quiero verte más» y «No me vuelvas a buscar» pero aun así el material no tiene el éxito esperado.

## Retiro de Liliana Abaroa
En 1995 ante las nupcias de Liliana con el empresario frutícola José Sánchez, se rumoraba que había problemas dentro del grupo, y fue un secreto a voces que Liliana estaba fuera de Pandora. Ella argumentó que se había casado para estar con su esposo y formar un hogar. Se despide el 23 de mayo de 1996 en el programa Un Nuevo Día interpretando un popurrí de sus temas más representativos en el grupo como «Sueños», «Invisible», «No lastimes más» y «Cuando quieras dejame» además del Popurrí de Juan Gabriel. Posteriormente una revista de corte amarillista, trato de enfrentar a Liliana con sus excompañeras debido a que en la publicación se decía que Liliana no había cumplido con el contrato de la compañía, por un pago de regalías anticipadas, para la grabación de discos pactados dentro del mismo, de los cuales, aun faltaban 3 por realizar, pero como siempre mesuradas ante este tipo de publicaciones ninguna de las 3 se prestó para generar controversia dejando todo eso en solo rumores, pero si es de conocimiento público el distanciamiento que puso Liliana con Isabel y Mayte, no por querer, sino por ya no llevar el mismo estilo de vida estando ella retirada completamente del panorama musical y farandulesco.

## Recepción y premios
El álbum no tuvo grandes ventas, esto se debió a la falta de promoción por parte de la compañía discográfica, y a un semi-veto en el que se encontraba el grupo por la empresa mexicana Televisa, por el apoyo del grupo a Juan Gabriel y por los diferentes problemas en que se encontraba la industria musical mexicana debido a la piratería y a la crisis económica del país.
Con este álbum comienza un declive del grupo. El 23 de mayo de 1996, la integrante del grupo Liliana Abaroa deja el grupo, solo tienen presentaciones privadas y algunos shows, sobre todo en la unión americana.

## Videos
- «Que sabes de amor»

## Lista de canciones
| Confesiones |                           |                                |          |  |
| N.º         | Título                    | Escritor(es)                   | Duración |  |
| 1.          | «Lo eres todo»            | Alberto La Torre               | 3:20     |  |
| 2.          | «Sería capaz»             | Isabel Lascurain, Adrián Posse | 4:42     |  |
| 3.          | «No quiero verte más»     | Mario Schajriz, Daniel García  | 4:39     |  |
| 4.          | «Qué sabes de amor»       | Alberto La Torre               | 4:30     |  |
| 5.          | «Me equivoqué al dejarte» | Jesús Aníbal Díaz              | 4:35     |  |
| 6.          | «Confesión»               | Jorge Luis Borrego             | 4:25     |  |
| 7.          | «No me vuelvas a buscar»  | Rocco Damian                   | 3:50     |  |
| 8.          | «Que pena me da»          | Marco Flores                   | 4:38     |  |
| 9.          | «Tu estúpido rencor»      | Rodríguez, Alazan, Clayton     | 3:25     |  |
| 10.         | «Y ven»                   | Gian Marco                     | 4:03     |  |
| 11.         | «Prohibiciones»           | Ruíz Venegas                   | 3:50     |  |
| 12.         | «Ave María»               | Bach, Gounod, Silvetti, Abaroa | 3:22     |  |
| 48:59       |                           |                                |          |  |